# ۳۶۵: سال را تکرار کن
۳۶۵: سال را تکرار کن (به انگلیسی: 365: Repeat the Year؛ کره‌ای: 365: 운명을 거스르는 1년) یک مجموعه تلویزیونی کره جنوبی محصول سال ۲۰۲۰ با بازی لی جون هیوک، نام جی هیون، کیم جی سو و یانگ دونگ گون است. این مجموعه بر پایه رمان تکرار اثر کورومی اینویی است و از ۲۳ مارس تا ۲۸ آوریل ۲۰۲۰، روزهلی دوشنبه و سه‌شنبه ساعت ۲۰:۵۵ (کی‌اس‌تی) از ام‌بی‌سی پخش شد.